# Odisea espacial
Odisea espacial es una saga de novelas de ciencia ficción escritas por Arthur C. Clarke.

## Origen
La idea original viene del viejo relato corto de Arthur C. Clarke de 1948, El centinela. Cuando Stanley Kubrick, diez años después, le propuso realizar una «proverbial buena película de ciencia ficción», pensaron que El centinela podría ser un buen punto de partida.
En este relato, una civilización alienígena avanzada establecía un puesto de control en la Luna con el objetivo de observar la evolución de la especie humana para realizar un contacto cuando estuviese suficientemente desarrollada.

## Incoherencias internas entre las diferentes novelas
El autor advierte en varios de los episodios de la saga que cada una de las novelas es una variación sobre el mismo tema, más que una secuela en el sentido estricto, y que cada una «tiene su propio universo». Por ello, no es raro encontrar inconsistencias entre las diferentes novelas en cuanto a hechos, nombres y lugares, que, sin embargo, no alteran lo esencial de la trama.

## Novelas

### 2001: Una odisea espacial(1968)
Un monolito translúcido de color lechoso aparece repentinamente en la Tierra de hace tres millones de años, cuando los primeros homínidos empezaban su largo viaje hacia la autoconsciencia, y les afecta de alguna forma profunda e indefinible. Otro monolito negro es encontrado en 1999 en la Luna. De una geometría perfecta, el artefacto, de evidente origen inteligente, rechaza todos los intentos humanos de acceder a sus secretos. De repente, envía una señal a Saturno. La nave Discovery, tripulada entre otros por David Bowman y Frank Poole, con el supercomputador HAL 9000 controlando todos los sistemas, es enviada a Saturno en una misión de exploración con objetivo de averiguar el destino de la señal.
El relato corto El centinela se transformó y ganó complejidad. El observatorio lunar, que en el relato original tenía forma de pirámide, se convirtió en el famoso monolito de Tycho (TMA-1), y se añadió otro monolito, que visitaba la Tierra en épocas prehistóricas y daba un empujón evolutivo a la especie más prometedora del planeta hace cuatro millones de años.
De esta idea nació 2001: A Space Odyssey, una de las películas de ciencia ficción más notables de la historia —a pesar de que también cuenta con numerosos detractores— por su contenido filosófico, por su rigor científico y por sus efectos especiales, nunca vistos en la época de su estreno, previo a la llegada del hombre a la Luna, y que siguen conservando su solvencia incluso hoy en día.
La novela y el guion cinematográfico se desarrollaron en paralelo, influyéndose mutuamente, y, aunque en lo fundamental resultan consistentes, también contienen importantes diferencias. La más notable es que la misión Discovery, en la novela, se dirige a Saturno y a su satélite Jápeto, mientras que en la película se trata de Júpiter y su satélite Europa.

### 2010: Odisea dos(1982)
Aunque 2001: Una odisea espacial había sido concebida como una aventura autocontenida, Clarke decidió escribir esta secuela después de que la sonda Voyager sobrevolara Júpiter y sus lunas a finales de los años 70, proporcionando información e imágenes sin parangón hasta el momento. La novela es, por tanto, una continuación de la película de Stanley Kubrick, más que de la novela original.
El gobierno de los Estados Unidos está preparando la Discovery II para regresar a Júpiter y averiguar qué pasó con la misión original de 2001. Sin embargo, la Unión Soviética se adelanta y pone a punto la Leonov que, aunque tripulada por soviéticos, también lleva a bordo a tres norteamericanos conocedores de las interioridades de la Discovery, entre los que figuran dos personajes de la novela anterior: Heywood Floyd y el Dr. Chandra, creador de HAL 9000.
La novela relata la recuperación de la Discovery y los intentos de estudio del monolito que orbita alrededor de Júpiter, y guarda una monumental sorpresa final, una de las ideas más impactantes de la literatura de su autor.
La novela se llevó al cine en 1984, titulada 2010: The Year We Make Contact.

### 2061: Odisea tres(1987)
Clarke deseaba continuar con su saga más famosa aprovechando los datos que iba a recoger la misión espacial Galileo de la NASA a Júpiter a finales de los años 80. Sin embargo, el retraso en la puesta en marcha de la misión le hizo decidirse por una trama alternativa, centrada en la visita del cometa Halley a la Tierra.
La humanidad ha empezado la colonización del sistema solar, pero nadie se ha atrevido a aterrizar en Europa. Sin embargo, una serie de circunstancias imprevistas obligan a la cosmonave Galaxy a efectuar un aterrizaje de emergencia. Varada en una desconocida playa de Europa, la Galaxy sólo puede ser socorrida por la Universe, una nave concebida como crucero de recreo que en esos momentos se encuentra realizando un viaje de prueba en el cometa Halley. Entre sus pasajeros volvemos a encontrarnos con un centenario Heywood Floyd. Otro viejo conocido, el monolito, también reaparece en la superficie del satélite.

### 3001: Odisea final(1997)
El protagonista de esta última novela vuelve a ser Frank Poole, uno de los astronautas de la Discovery en la novela original. La historia transcurre un milenio después de la primera, lo que la distancia tanto en el tono como en la estructura de las otras novelas de la serie, y obliga a Clarke a un continuo ejercicio de imaginación del que sale airoso gracias a su oficio y a sus vastos conocimientos científicos.
Después de una sorprendente recreación del mundo de dentro de un milenio, cuyas maravillas se descubren a través de los ojos asombrados de Poole, el antiguo astronauta deduce que el monolito de Europa quizás represente en este momento un enorme peligro y viaja de nuevo hasta el sistema joviano para tratar de establecer contacto con David Bowman o lo que quede de él.